# 谷保駅

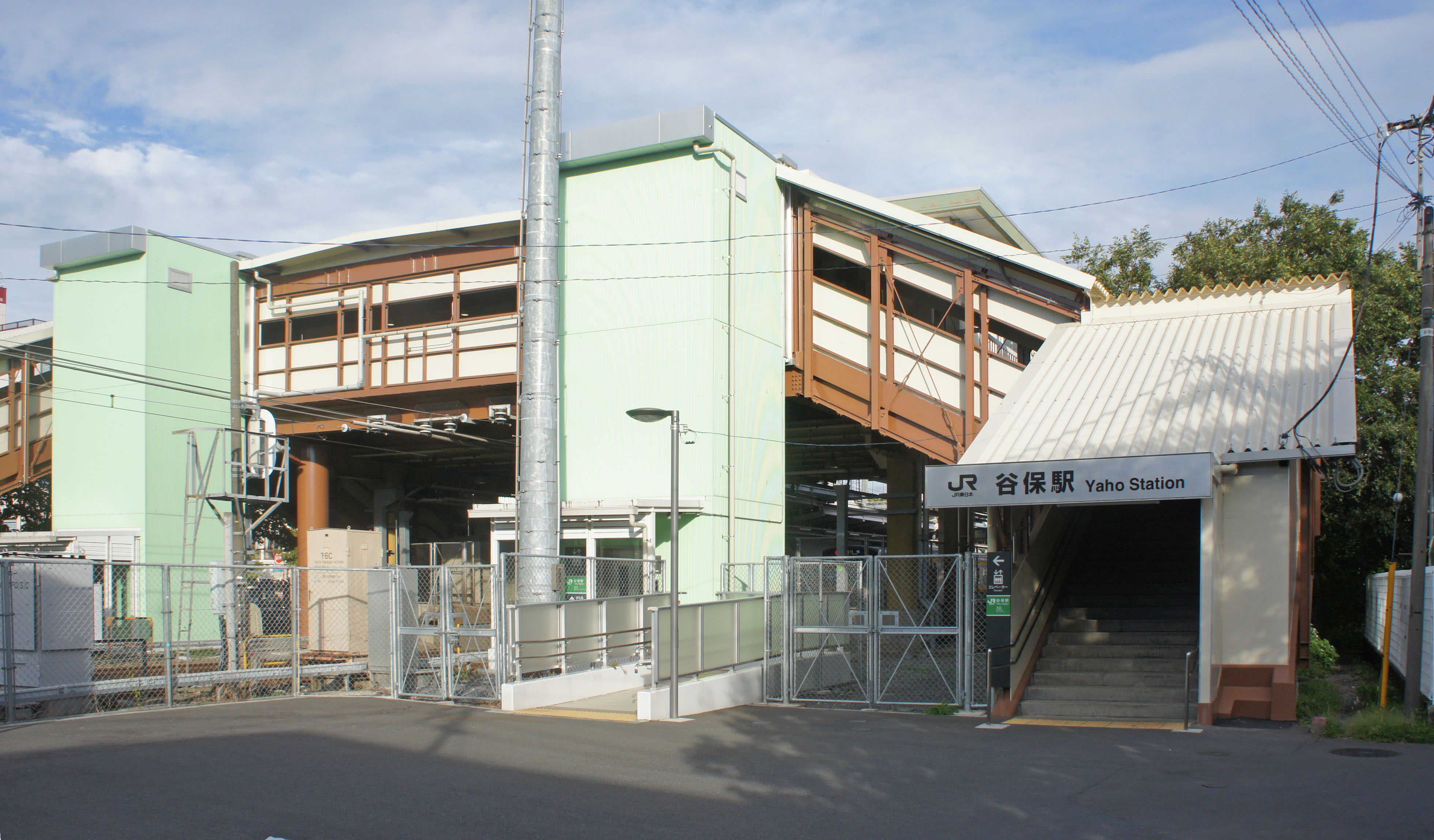
南口（2019年9月）

谷保駅（やほえき）は、東京都国立市大字谷保字御経塚にある、東日本旅客鉄道（JR東日本）南武線の駅である。駅番号はJN 23。

## 歴史
- 1929年（昭和4年）12月11日：南武鉄道分倍河原駅 - 立川駅間開通時に開設[1][2]。駅舎は現在の南口側にあった。
- 1944年（昭和19年）4月1日：南武鉄道が国有化、運輸通信省南武線の駅となる[1][2]。
- 1958年（昭和33年）4月10日：荷物扱い廃止[2]。
- 1959年（昭和34年）7月10日：貨物取扱廃止[2]。
- 1966年（昭和41年）
  - 3月25日：当駅 - 西国立間複線化。
  - 9月30日：稲城長沼 - 当駅間複線化[1]。南武線（川崎 - 立川）全線の複線化が完成[1]。
- 1979年（昭和54年）：橋上駅舎化。
- 1987年（昭和62年）4月1日：国鉄分割民営化に伴い、東日本旅客鉄道（JR東日本）の駅となる[1][2]。
- 1993年（平成5年）10月15日：自動改札機を設置し、供用開始[4]。
- 2001年（平成13年）11月18日：ICカード「Suica」の利用が可能となる[広報 1]。
- 2010年（平成22年）2月28日：みどりの窓口の営業終了。
- 2015年（平成27年）
  - 3月14日：南武線全区間での快速運転開始に伴い、快速通過駅となる[5]。
  - 3月22日：改札内のエレベーターが使用開始[6]。
- 2023年（令和5年）2月28日：スマートホームドアの使用開始。

### 駅名の由来
開業当時の地名（谷保村、現・国立市）から。谷保とは「湿地帯の多い台地」を意味する言葉で、この近辺では稲作が盛んであった。鎌倉時代後期には既に「谷保郷」と言う地名があったことが判明している。
元々は「やぼ」と読まれていたが、南武鉄道が当駅を作る際に「やぼ」が「野暮」に聞こえるのを嫌って「やほ」と名付けたといわれ、その名が定着して今に至っている。

## 駅構造
相対式ホーム2面2線を有する地上駅で、橋上駅舎を備える。改札口は1ヶ所あり、北口と南口は自由通路で連絡している。
立川統括センター管理の業務委託駅（JR東日本ステーションサービス委託）。ただし、お客さまサポートコールシステムが導入されており、一部時間帯を除き遠隔対応のため改札係員は不在となる。また、自動券売機・多機能券売機・指定席券売機・自動改札機が設置されている。売店等はないがホーム上に自動販売機（飲料とアイスクリーム）がある。
上りホーム横に大寒桜が並んで植えられている。見頃は3月上旬、北口ロータリーの一見桜に見えるのはハナミズキであり、こちらの見頃は4月下旬である（一部は一般的な桜のソメイヨシノ）。

### のりば
| 番線 | 路線   | 方向 | 行先                     |
| ---- | ------ | ---- | ------------------------ |
| 1    | 南武線 | 下り | 西国立・立川方面         |
| 2    | 南武線 | 上り | 府中本町・登戸・川崎方面 |

（出典：JR東日本:駅構内図）

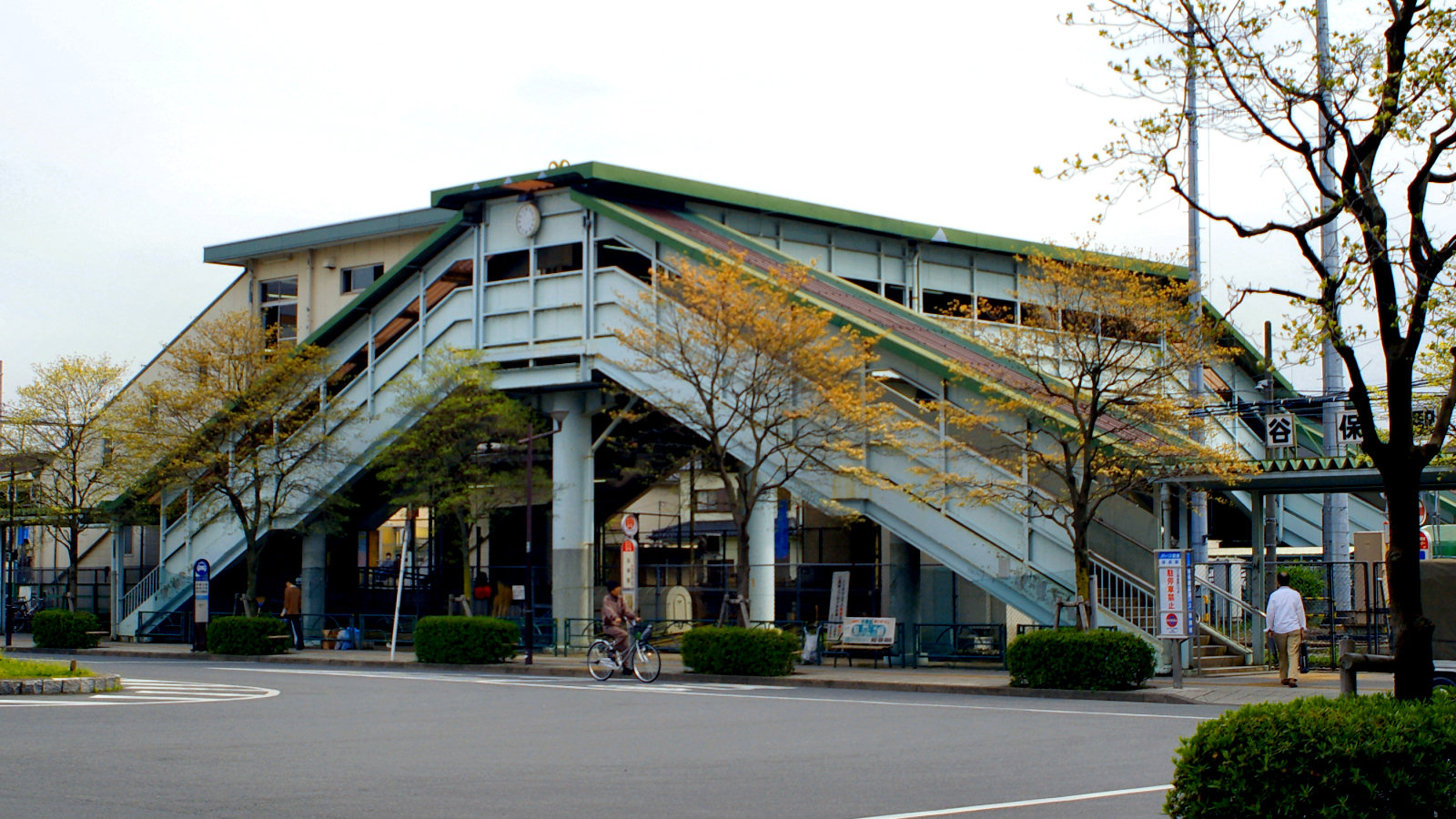
塗装変更前の北口
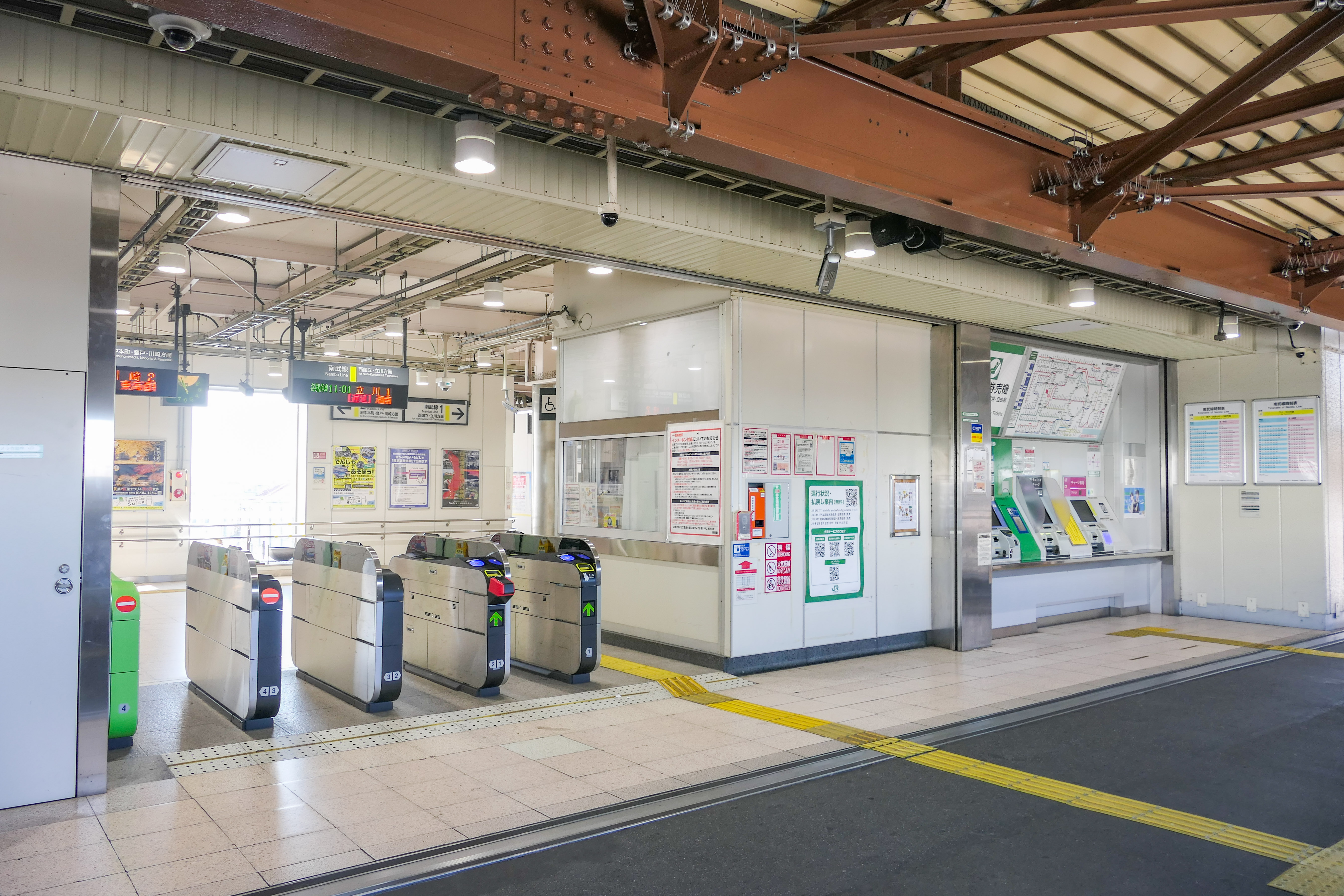
改札口と切符券売機（2024年11月）
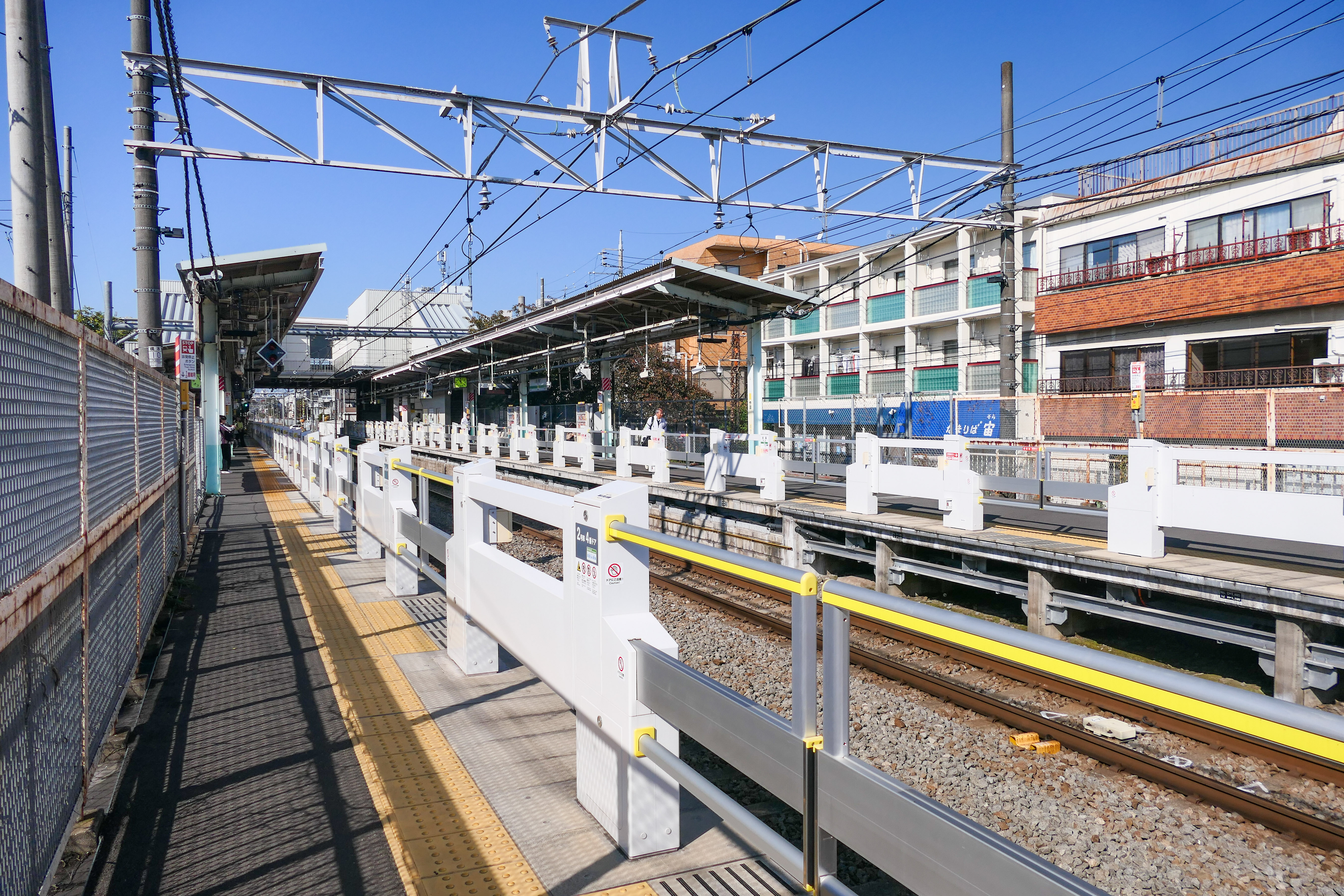
ホーム（2024年11月）

## 利用状況
2023年度（令和5年度）の1日平均乗車人員は9,442人である。
1990年度（平成2年度）以降の1日平均乗車人員の推移は以下の通り。
| 年度               | 1日平均 乗車人員 | 出典     |
| ------------------ | ---------------- | -------- |
| 1990年（平成02年） | 6,992            | [ * 1 ]  |
| 1991年（平成03年） | 7,710            | [ * 2 ]  |
| 1992年（平成04年） | 8,000            | [ * 3 ]  |
| 1993年（平成05年） | 8,504            | [ * 4 ]  |
| 1994年（平成06年） | 8,674            | [ * 5 ]  |
| 1995年（平成07年） | 8,902            | [ * 6 ]  |
| 1996年（平成08年） | 8,929            | [ * 7 ]  |
| 1997年（平成09年） | 8,885            | [ * 8 ]  |
| 1998年（平成10年） | 8,926            | [ * 9 ]  |
| 1999年（平成11年） | 8,926            | [ * 10 ] |
| 2000年（平成12年） | 8,873            | [ * 11 ] |
| 2001年（平成13年） | 8,928            | [ * 12 ] |
| 2002年（平成14年） | 9,106            | [ * 13 ] |
| 2003年（平成15年） | 9,183            | [ * 14 ] |
| 2004年（平成16年） | 9,189            | [ * 15 ] |
| 2005年（平成17年） | 9,150            | [ * 16 ] |
| 2006年（平成18年） | 9,307            | [ * 17 ] |
| 2007年（平成19年） | 9,553            | [ * 18 ] |
| 2008年（平成20年） | 9,791            | [ * 19 ] |
| 2009年（平成21年） | 9,675            | [ * 20 ] |
| 2010年（平成22年） | 9,648            | [ * 21 ] |
| 2011年（平成23年） | 9,608            | [ * 22 ] |
| 2012年（平成24年） | 9,914            | [ * 23 ] |
| 2013年（平成25年） | 10,173           | [ * 24 ] |
| 2014年（平成26年） | 10,098           | [ * 25 ] |
| 2015年（平成27年） | 10,259           | [ * 26 ] |
| 2016年（平成28年） | 10,360           | [ * 27 ] |
| 2017年（平成29年） | 10,377           | [ * 28 ] |
| 2018年（平成30年） | 10,442           | [ * 29 ] |
| 2019年（令和元年） | 10,390           | [ * 30 ] |
| 2020年（令和02年） | 7,983            |          |
| 2021年（令和03年） | 8,502            |          |
| 2022年（令和04年） | 9,070            |          |
| 2023年（令和05年） | 9,442            |          |

## 駅周辺

### 北口
駅北口はロータリーになっている。タクシー乗り場と路線バス、空港リムジンバス、高速バス、送迎バスのバス停がある。2008年（平成20年）1月16日より停車していた夜行高速バスはその後廃止されており、現在はバス停のみ存置されている状態である。
駅周辺は商店やマンションがある他、UR富士見台第一団地、戸建て住宅地、畑等により構成されている。なお、当駅付近は文教地区から外れるためパチンコ店が営業している。
駅開設当時は谷保村（現・国立市）の中心を成す地域であり、当駅から線路に沿う南武線通りを西北西に600m程進むと国立市役所がある。ロータリーから北に進むとJR東日本中央線国立駅南口に至る大学通りである。
駅周辺
- 東京都道146号国立停車場谷保線（大学通り・（俗称）天神道）
- JA東京みどり富士見台支店
- 都市再生機構富士見台第一団地
  - 国立富士見台郵便局
  - むっさ21（商店街）
- 谷保北口商店会
- ダイヤ街商店街
- ダイエー国立店
- エコール辻 東京（辻調グループ校）

大学通り国立駅方面
- さくら通り
- 心身障害者福祉センター
- 東京都多摩障害者スポーツセンター
- 東京都立国立高等学校
- 東京都立第五商業高等学校
- 一橋大学
- 桐朋学園小学校
- 桐朋中学校・高等学校

矢川駅方面
- 国立市役所
- くにたち中央図書館
- くにたち市民総合体育館
- くにたち市民芸術小ホール
- 国立郵便局
- 学校法人NHK学園 - 通信制高等学校と生涯学習通信講座を運営している。

### 南口
住宅地の中であり、かろうじて四輪車通行可能な道が通じているだけである。
- 谷保天満宮
- 東京都道256号八王子国立線（甲州街道）
- 国道20号（日野バイパス）
- 東京多摩青果市場（通常バス等利用）
- 中央自動車道国立府中インターチェンジ（通常バス等利用・西府駅の方が近い）
- 城山公園（通常バス等利用・西府駅の方が近い）
- 東京都立府中西高等学校（通常バス等利用・西府駅の方が近い）

## バス路線
| 運行事業者                | 系統・行先 | 備考                               |
| 谷保駅                    | 谷保駅 | 谷保駅                             |
| ------------------------- | --- | ---------------------------------- |
| - 立川バス - 京浜急行バス | 空港連絡バス：羽田空港                                                                                         |                                    |
| 立川バス                  | 国12：国立駅南口                                                                                               | 月 - 土の朝のみ運行                |
| 京王バス                  | - 国17：府中駅 / 国立駅 - 国18：聖蹟桜ヶ丘駅 / 国立駅                                                          | 国立駅行はロータリーには乗入れない |
| 富士見台第一団地          | |                                    |
| 立川バス                  | - 国10：国立操車場 / 国立駅南口 - 国11：矢川駅 / 国立駅南口 - 国12：国立駅南口 - 国41：国立泉団地 / 国立駅南口 | 「国12」は月曜 - 土曜の朝のみ運行  |
| 京王バス                  | 国17・国18：国立駅                                                                                             |                                    |

## 隣の駅
東日本旅客鉄道（JR東日本）
 南武線
■快速
通過
■各駅停車
西府駅 (JN 22) - 谷保駅 (JN 23) - 矢川駅 (JN 24)

### 記事本文

##### 広報資料・プレスリリース等一次資料
1. ↑  “Suicaご利用可能エリアマップ（2001年11月18日当初）” (PDF).   東日本旅客鉄道. 2019年7月27日時点のオリジナルよりアーカイブ。2020年4月29日閲覧。

### 利用状況
1. ↑  東京都統計年鑑 - 東京都
2. ↑  統計くにたち - 国立市

JR東日本の2000年度以降の乗車人員
1. ↑  各駅の乗車人員（2000年度） - JR東日本
2. ↑  各駅の乗車人員（2001年度） - JR東日本
3. ↑  各駅の乗車人員（2002年度） - JR東日本
4. ↑  各駅の乗車人員（2003年度） - JR東日本
5. ↑  各駅の乗車人員（2004年度） - JR東日本
6. ↑  各駅の乗車人員（2005年度） - JR東日本
7. ↑  各駅の乗車人員（2006年度） - JR東日本
8. ↑  各駅の乗車人員（2007年度） - JR東日本
9. ↑  各駅の乗車人員（2008年度） - JR東日本
10. ↑  各駅の乗車人員（2009年度） - JR東日本
11. ↑  各駅の乗車人員（2010年度） - JR東日本
12. ↑  各駅の乗車人員（2011年度） - JR東日本
13. ↑  各駅の乗車人員（2012年度） - JR東日本
14. ↑  各駅の乗車人員（2013年度） - JR東日本
15. ↑  各駅の乗車人員（2014年度） - JR東日本
16. ↑  各駅の乗車人員（2015年度） - JR東日本
17. ↑  各駅の乗車人員（2016年度） - JR東日本
18. ↑  各駅の乗車人員（2017年度） - JR東日本
19. ↑  各駅の乗車人員（2018年度） - JR東日本
20. ↑  各駅の乗車人員（2019年度） - JR東日本
21. ↑  各駅の乗車人員（2020年度） - JR東日本
22. ↑  各駅の乗車人員（2021年度） - JR東日本
23. ↑  各駅の乗車人員（2022年度） - JR東日本
24. ↑  各駅の乗車人員（2023年度） - JR東日本

東京都統計年鑑
1. ↑  東京都統計年鑑（平成2年）
2. ↑  東京都統計年鑑（平成3年）
3. ↑  東京都統計年鑑（平成4年）
4. ↑  東京都統計年鑑（平成5年）
5. ↑  東京都統計年鑑（平成6年）
6. ↑  東京都統計年鑑（平成7年）
7. ↑  東京都統計年鑑（平成8年）
8. ↑  東京都統計年鑑（平成9年）
9. ↑  東京都統計年鑑（平成10年） (PDF)
10. ↑  東京都統計年鑑（平成11年） (PDF)
11. ↑  東京都統計年鑑（平成12年）
12. ↑  東京都統計年鑑（平成13年）
13. ↑  東京都統計年鑑（平成14年）
14. ↑  東京都統計年鑑（平成15年）
15. ↑  東京都統計年鑑（平成16年）
16. ↑  東京都統計年鑑（平成17年）
17. ↑  東京都統計年鑑（平成18年）
18. ↑  東京都統計年鑑（平成19年）
19. ↑  東京都統計年鑑（平成20年）
20. ↑  東京都統計年鑑（平成21年）
21. ↑  東京都統計年鑑（平成22年）
22. ↑  東京都統計年鑑（平成23年）
23. ↑  東京都統計年鑑（平成24年）
24. ↑  東京都統計年鑑（平成25年）
25. ↑  東京都統計年鑑（平成26年）
26. ↑  東京都統計年鑑（平成27年）
27. ↑  東京都統計年鑑（平成28年）
28. ↑  東京都統計年鑑（平成29年）
29. ↑  東京都統計年鑑（平成30年）
30. ↑  東京都統計年鑑（平成31年・令和元年）